# Zina
Zina je ženské křestní jméno řeckého původu. Pochází ze jména Zénais – „božská“. Odvozeno ze jména boha Dia. Podoba Zinaida je rozšířena především v Rusku.
V českém občanském kalendáři má svátek 29. listopadu.

## Statistické údaje
Následující tabulka uvádí četnost jména v ČR a pořadí mezi ženskými jmény ve srovnání dvou roků, pro které jsou dostupné údaje MV ČR – lze z ní tedy vysledovat trend v užívání tohoto jména:
| Rok       | Četnost   | Pořadí |
| 1999      | 505       | 295.   |
| 2002      | 503       | 296.   |
| 2013      | 526       | 296.   |
| Porovnání | o 23 více | stejně |

Změna procentního zastoupení tohoto jména mezi žijícími ženami v ČR (tj. procentní změna se započítáním celkového úbytku žen v ČR za sledované tři roky) je +0,4%. Fakt, že procentní zastoupení jména se zvýšilo, zatímco absolutní počet klesl, je třeba číst tak, že procentní úbytek nositelek tohoto jména je menší, než procentní úbytek žen v ČR.

## Domácké podoby
Zinuš, Zinuška, Zinečka, Ziňulka, Zinka, Zindulka, Zinočka, Zinča, Zininka, Zenka, Zenais[zdroj?]

## Známé nositelky jména
- Svatá Zenaida

- Zina Garrisonová – americká tenistka
- Zina Plchová – redaktorka a moderátorka České televize